# Esztár
Esztár là một thị trấn thuộc hạt Hajdú-Bihar, Hungary. Thị trấn này có diện tích 31,71 km², dân số năm 2010 là 1368 người, mật độ 43 người/km².